# 文山壮族苗族自治州
文山壮族苗族自治州，简称文山州，是中华人民共和国云南省下辖的自治州，位于云南省东南部。州境西界红河州，西北临曲靖市，北面和东面与广西壮族自治区百色市相邻，南面与越南接壤。地处云贵高原东南缘，主要为喀斯特山原，南盘江流经州境西北。全州面积31,408平方公里，总人口350.32万人，汉族、壮族与苗族的人口比例分別约42%、28%和14%，自治州首府驻文山市。文山州为中药材三七的主要产地，因而有“三七之乡”之称。

## 历史
西汉元鼎六年（前111年），汉武帝开西南夷，置牂柯郡，今文山州隶之，并于境内置进乘、都梦、镡封、句町等县。三国蜀汉建兴三年（225年），诸葛亮平定南中诸郡，分牂柯郡西南和益州郡南部置兴古郡，并置庲降都督，治宛温县（今砚山县西北）。西晋改庲降都督置宁州，兴古郡改治胜休县（今玉溪市江川区北），东晋复迁宛温县，今境大部属兴古郡。南朝齐年间，兴古郡移治西中县（今文山市境），南朝梁末废兴古郡。东晋至南北朝时，郡县多由爨氏占据，至隋朝置南宁州于南中地区，今文山州隶之。
唐朝年间今境入南诏，西部属南诏通海都督府僚子部地，东部属黔中道。大理国時期西部属最宁府王弄山部、教合三部及惠么部地，东部属广南西路广源州的特磨道及左江道；于今富宁县置富州，属邕州。
元至元十二年（1275年）设广南西路宣抚司（治今广南县），至元十五年（1278年）改为广南西路宣慰司；文山市属教合三部地，马关、西畴、麻栗坡属矣尼迦部，隶临安路；西北部属广西路。至元年间分富州置安宁州（今富宁县西南）、罗佐州（今富宁县东北）。大德四年（1300年）以惠么部置维摩州（治今砚山县维摩乡），属广西路。
明洪武十五年（1382年）广南西路宣抚司改为广南府，裁安宁、罗佐两州入富州，属广南府；临安路改为临安府，辖教化长官司；广西路改为广西府。永乐十二年（1414年）置八寨长官司（治今马关县八寨镇），直隶云南都司。万历四十二年（1614年）增置三乡县（治今丘北县双龙营镇马者龙），后废。
清康熙元年（1662年）改八寨长官司为永平里。康熙六年（1667年）改土归流，以教化、王弄、安南三长官司地设开化府（治今文山市）。康熙八年（1669年）省维摩州，南部归开化府，北部归广南府；复置三乡县，次年裁县。雍正六年（1729年）于今马关县设马白关。雍正七年（1730年）设文山县，为开化府附郭县。雍正九年（1731年）于师宗州设州同，驻故维摩州之邱北。乾隆元年（1736年）置宝宁县（今廣南縣），为广南府附郭。乾隆三十五年（1770年）以师宗县丞分驻丘北。嘉庆二十五年（1820年）置开化府附郭安平厅。道光二十年（1840年）置邱北县（治今丘北县锦屏镇），属广西直隶州。光绪二十二年（1896年）置于今麻栗坡县置麻栗坡副督办区。光绪二十六年（1900年）改富州置富州厅。光绪三十二年（1906年）安平厅移驻马白关（今马关县马白镇）。
民国二年（1913年）废府、州、厅改县，计有文山、安平、广南、富州、邱北等县，属临开广道，次年改蒙自道。1914年析开化县置普兰行政区（驻今西畴县西洒镇）；安平县因与贵州省安平县重名，改名为马关县。1919年麻栗坡改置麻栗坡对汛督办区，直隶云南省。民国十六年（1927年）改富州县为富宁县；同年废蒙自道。1929年改普兰行政区置西畴县；同年富宁、广南、麻栗坡3个县地成为邓小平领导的百色起义根据地的组成部分。1933年麻栗坡改麻栗坡对汛特别区；以原维摩州地置砚山设治局（治今江那镇）。1935年改砚山设治局置砚山县。民国三十一年（1942年）属云南省第二行政督察区。
中华人民共和国成立后，1949年改麻栗坡区置马列坡县。1950年改马列坡县为麻栗坡市；置文山专区，辖文山、砚山、丘北、西畴、马关、广南、富宁七县及麻栗坡市，专员公署驻文山县。1955年改麻栗坡市为麻栗坡县。1957年5月24日批准设立文山僮族苗族自治州，1958年4月1日正式成立。1960年砚山县并入文山县，麻栗坡县并入西畴县。1962年复置砚山、麻栗坡两县。1965年文山州名改为文山壮族苗族自治州。2010年12月，撤销文山县，设立文山市。

## 地理
文山州位于云南省东南部，东北和东南与广西百色接壤，南部与越南宣光省接界，国境线长438公里。西南和西北与同省红河哈尼族彝族自治州相邻，北部和西北与曲靖市相连。
文山州总体地势呈现出西北高、东南低的阶梯状倾斜，山区、半山区占总面积的94.6%。该州还拥有云南省发育程度最高、面积最广的喀斯特地貌:3；拥有普者黑、坝美等喀斯特景观。耕地占总面积的7.26%。

### 气候
文山州包括文山市、富宁县在內的大部分縣市屬南亞熱帶濕潤氣候，而砚山、丘北等地则属于中亞熱帶濕潤氣候；冬无严寒，夏无酷暑:7-8。
| 文山(1981−2010)      | 文山(1981−2010) | 文山(1981−2010) | 文山(1981−2010) | 文山(1981−2010) | 文山(1981−2010) | 文山(1981−2010) | 文山(1981−2010) | 文山(1981−2010) | 文山(1981−2010) | 文山(1981−2010) | 文山(1981−2010) | 文山(1981−2010) | 文山(1981−2010) |
| 月份                 | 1月             | 2月             | 3月             | 4月             | 5月             | 6月             | 7月             | 8月             | 9月             | 10月            | 11月            | 12月            | 全年            |
| -------------------- | --------------- | --------------- | --------------- | --------------- | --------------- | --------------- | --------------- | --------------- | --------------- | --------------- | --------------- | --------------- | --------------- |
| 平均高温 °C（°F）    | 17.6 (63.7)     | 20.2 (68.4)     | 24.1 (75.4)     | 27.2 (81.0)     | 27.8 (82.0)     | 28.2 (82.8)     | 27.9 (82.2)     | 27.8 (82.0)     | 26.6 (79.9)     | 23.8 (74.8)     | 21.1 (70.0)     | 18.1 (64.6)     | 24.2 (75.6)     |
| 日均气温 °C（°F）    | 11.5 (52.7)     | 13.6 (56.5)     | 16.9 (62.4)     | 20.5 (68.9)     | 22.2 (72.0)     | 23.2 (73.8)     | 23.0 (73.4)     | 22.6 (72.7)     | 21.3 (70.3)     | 18.8 (65.8)     | 15.3 (59.5)     | 11.9 (53.4)     | 18.4 (65.1)     |
| 平均低温 °C（°F）    | 7.7 (45.9)      | 9.4 (48.9)      | 12.3 (54.1)     | 16.0 (60.8)     | 18.3 (64.9)     | 20.0 (68.0)     | 20.0 (68.0)     | 19.4 (66.9)     | 17.9 (64.2)     | 15.7 (60.3)     | 11.6 (52.9)     | 8.0 (46.4)      | 14.7 (58.4)     |
| 平均降水量 mm（）    | 15.2 (0.60)     | 18.1 (0.71)     | 32.2 (1.27)     | 57.8 (2.28)     | 105.0 (4.13)    | 140.5 (5.53)    | 198.6 (7.82)    | 175.3 (6.90)    | 109.6 (4.31)    | 61.0 (2.40)     | 47.9 (1.89)     | 13.5 (0.53)     | 974.7 (38.37)   |
| 平均相對濕度（％）   | 76              | 73              | 69              | 67              | 71              | 77              | 81              | 81              | 78              | 79              | 77              | 76              | 75              |
| 来源：中国气象数据网 |                 |                 |                 |                 |                 |                 |                 |                 |                 |                 |                 |                 |                 |

### 自然資源
文山州處於中國—喜馬拉雅森林植物亞區的滇东南小区，与邻近的广西、越南的植物区系联系紧密，特有属、种比较丰富，又多起源古老的区系成分。当地植被主要为壳斗科、樟科、木兰科、茶科及金缕梅科的一些常绿树种组成的森林；而针叶树种较少:11。

## 政治

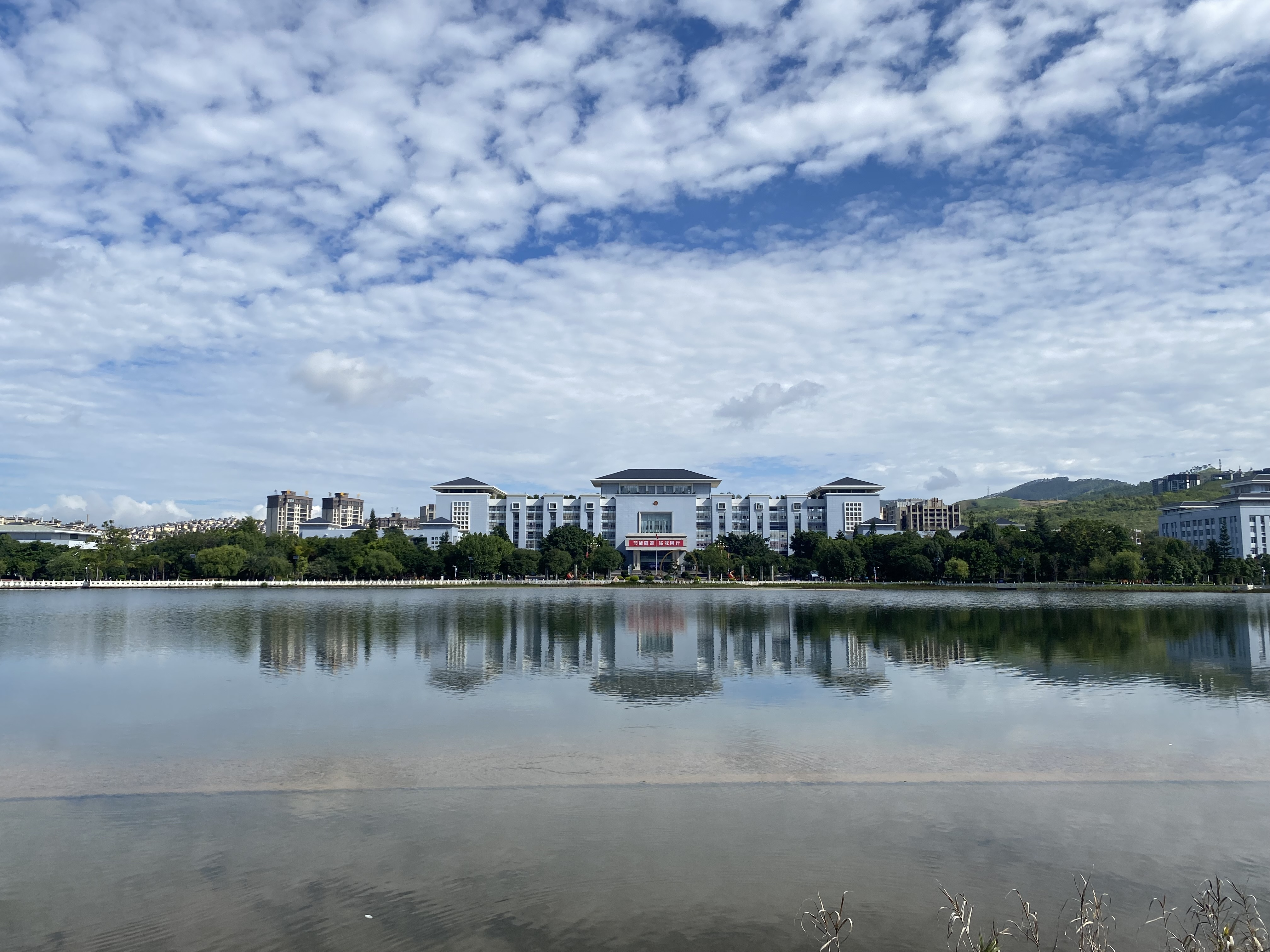
中共文山州委、州政府

### 现任领导
| 机构     | · 中国共产党 · 文山壮族苗族自治州 · 委员会 | 文山壮族苗族自治州 人民代表大会 常务委员会 | 文山壮族苗族自治州 人民政府 | · 中国人民政治协商会议 · 文山壮族苗族自治州 · 委员会 |
| 职务     | 书记                                       | 主任                                       | 州长                        | 主席                                                 |
| -------- | ------------------------------------------ | ------------------------------------------ | --------------------------- | ---------------------------------------------------- |
| 姓名     | 赵国良                                     | 王毅                                       | 马忠俊                      | 玉荣                                                 |
| 民族     | 汉族                                       | 汉族                                       | 苗族                        | 壮族                                                 |
| 籍贯     |                                            | 云南省丘北县                               | 云南省文山市                | 云南省富宁县                                         |
| 出生日期 | 1976年12月（48歲）                         | 1968年6月（57歲）                          | 1971年12月（53歲）          | 1966年8月（58—59歲）                                 |
| 就任日期 | 2024年12月                                 | 2022年2月                                  | 2021年7月                   | 2023年1月                                            |

### 历任领导
| 州委书记 - 赵国良（2024年12月—） - 陈明（2021年2月—2024年12月） - 童志云（2017年7月—2021年1月） - 纳杰（2012年4月—2017年7月） - 李培（2006年11月—2012年4月） - 张田欣（1999年11月—2006年11月） | 州长 - 马忠俊（2021年7月—） - 张秀兰（2015年3月—2021年4月） - 黄文武（2008年1月—2015年2月） - 王承才（2006年3月—2007年12月） - 宋嘉林（2003年2月—2006年3月） |

### 行政区划
文山州下辖1个县级市、7个县。
- 县级市：文山市
- 县：砚山县、西畴县、麻栗坡县、马关县、丘北县、广南县、富宁县

## 人口
根据2020年第七次全国人口普查，全州常住人口为3,503,218人。同第六次全国人口普查的3,517,946人相比，十年共减少了14,728人，下降0.42%，年平均增长率为-0.04%。其中，男性为1,824,919人，占总人口的52.09%；女性为1,678,299人，占总人口的47.91%。总人口性别比（以女性为100）为108.74。0－14岁的人口为871,977人，占总人口的24.89%；15－59岁的人口为2,143,647人，占总人口的61.19%；60岁及以上的人口为487,594人，占总人口的13.92%，其中65岁及以上的人口为350,366人，占总人口的10%。居住在城镇的人口为1,303,117人，占总人口的37.2%；居住在乡村的人口为2,200,101人，占总人口的62.8%。

### 民族
全州常住人口中，汉族人口为1,487,947人，占42.47%；各少数民族人口为2,015,271人，占57.53%。与2010年第六次全国人口普查相比，汉族人口减少13,901人，下降0.93%，占总人口比例下降0.22个百分点；各少数民族人口减少827人，下降0.04%，占总人口比例增加0.22个百分点。其中，壮族人口减少39,697人，下降3.86%，占总人口比例下降1.01个百分点；苗族人口增加25,311人，增长5.26%，占总人口比例增加0.78个百分点；彝族人口增加10,621人，增长3.02%，占总人口比例增加0.35个百分点。
| 民族名称                | 汉族      | 壮族    | 苗族    | 彝族    | 瑶族   | 回族   | 傣族   | 白族   | 布依族 | 蒙古族 | 其他民族 |
| ----------------------- | --------- | ------- | ------- | ------- | ------ | ------ | ------ | ------ | ------ | ------ | -------- |
| 人口数                  | 1,487,947 | 987,585 | 506,550 | 362,218 | 82,617 | 26,900 | 16,107 | 10,845 | 7,228  | 5,463  | 9,758    |
| 占总人口比例（%）       | 42.47     | 28.19   | 14.46   | 10.34   | 2.36   | 0.77   | 0.46   | 0.31   | 0.21   | 0.16   | 0.28     |
| 占少数民族人口比例（%） | －        | 49.01   | 25.14   | 17.97   | 4.10   | 1.33   | 0.80   | 0.54   | 0.36   | 0.27   | 0.48     |

## 经济
2002年，全州国内生产总值达87.14亿元。文山州是典型的农业地州，农业人口占总人口的92.3%。

## 媒體
- 文山電視台，於1990年4月1日成立[24]

## 全国重点文物保护单位
- 侬氏土司衙署
- 大王岩岩画